# Flávio Canto
	Flávio Vianna De Ulhôa Canto (ur. 16 kwietnia 1975 w Oksfordzie w Anglii) – brazylijski judoka, zdobywca brązowego medalu Igrzysk Olimpijskich w Atenach w kategorii do 81 kilogramów.